# Fournols

Fournols este o comună în departamentul Puy-de-Dôme, Franța. În 1 ianuarie 2022 avea o populație de 315 de locuitori.